# وشاح الأرض

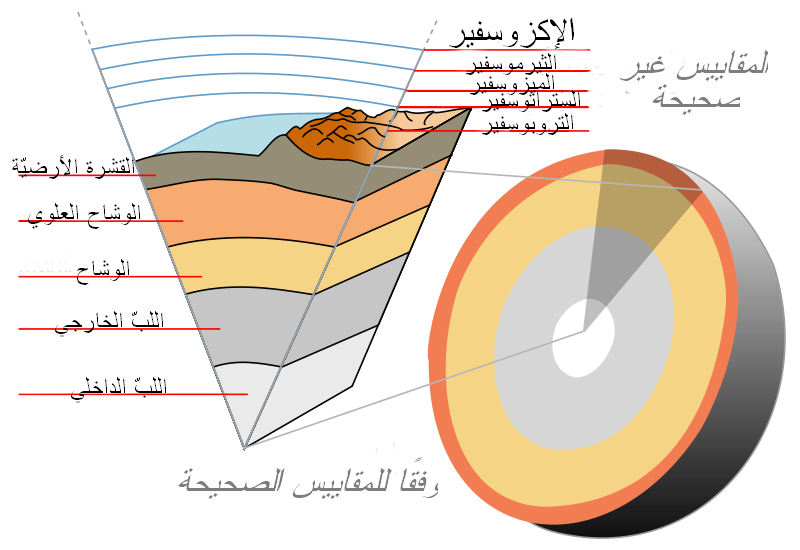
مقطع في الكرة الأرضية من القلب إلى القشرة.

الوشاح أو الدثار  أو الغشاء أو الستار هي طبقة أرضية تحتية يبلغ سمكها نحو 2885 كيلومتر وتقع فوقها القشرة الأرضية التي نعيش عليها والتي يبلغ سمكها بين 30 - 60 كيلومتر. وتبلغ المسافة بين سطح الأرض ومركزها 6370 كيلومتر، ويشكل الجزء المركزي نواة (نصف قطرها 2000 كيلومتر) من معادن ثقيلة ساخنة سائلة، تبلغ درجة حرارتها 6000 درجة مئوية. وتقل درجة الحرارة بالصعود من المركز إلى أعلى الدثار (عمق نحو 50 كيلومتر) حتى تصل إلى 1500 درجة مئوية، وتكون في صورة صهارة خفيفة نسبياً.
تتابعت دورات بركانية نشطة وانصهار الرماد البركاني المتراكم على السطح الرقيق للأرض بسبب الحرارة العالية وذلك على مر العصور مما نتج عنه قشرة من الصخور المتبلورة على سطح الأرض.
وأثرت الغازات الناتجة عن انصهار الدثار على تكوين الغلاف الجوي، وقد تحددت في الماضي نسب وجود الغازات المختلفة في جو الأرض. واليوم نستنتج خصائص بناء وتكوين الدثار إما من دراستنا للفيزياء الجيولوجيّة أو من تحليل الدثار عن طريق تحليل الطبقة الصخرية «الإكسينوليث».
ولا يختلف الدثار عموماً عن الغلاف في الكواكب، ويماثل باطن الأرض باطن الكواكب الصخرية في كونه مقسّماً إلى طبقات بحسب تركيبها الكيميائي. ويعتبر الدثار طبقة سميكة ذات لزوجة عالية وهي تقع بين القشرة الأرضية السطحية ولب الأرض الثقيل. ويبلغ سمك الدثار نحو 2890 كيلومتر ويتكون من طبقة سميكة تكون نحو 84% من كامل حجم الكرة الأرضية و65% من كتلتها. وهي طبقة صلبة بصفة عامة وتزيد فيها درجة الحرارة كلما نزلنا واقتربنا من قلب الأرض الشديد السخونة، وهو يحتوي على الحديد والنيكل والعناصر الثقيلة. ويشغل قلب الأرض نحو 15% من الحجم الكلي للأرض.

## التركيب الكيميائي للدثار
تتكون أحجار الدثار من الأوليفين (Olivine) وأحجار مماثلة له تنشأ تحت ضغوط عالية، منها البيركسين. أما في الطبقة بين 660 كيلومتر إلى 800 كيلومتر فترتفع فيها درجة الحرارة والضغط إلى حد لا يسمح باستقرار تلك المواد كيميائياً فتتحول إلى صخور معدنية مكونة ما يسمى البيروفسكيت والفيروبيريكلاس (Ferroperiklas) المحتوي على الحديد. وتحتوي مكونات تلك الطبقة على نسبة عالية من الحديد والمغنسيوم وتقل فيها نسبة السيليكون والألمونيوم. ويتعلق التمييز بين القشرة الأرضية والدثار على ذلك الفرق في التركيب الكيميائي.
وتبلغ كتلة الدثار نحو 4,08 · 1024 كيلوغراماً ويشكل بذلك 68% من الكتلة الكلية للكرة الأرضية. وتختلف فيه درجة الحرارة بين عدة مئات درجة مئوية على الحافة الخارجية للدثار إلى 3500 درجة مئوية عند التقاء طبقة الدثار باللب الخارجي. ورغم أن درجة حرارة الدثار في الطبقات التحتية تقترب من درجة انصهار تلك المواد إلا أنها تحتفظ بكيانها الصخري الصلب. ويمنع الضغط العالي الناشئ عن ثقل الطبقات العليا من سيولة الطبقة السفلى من الدثار.

## اقرأ أيضا
- حركة أوروجينية
- بركان
- انفجار بركاني
- انبثاق بركاني
- صهارة
- بركان هيكلا
- لوافظ آيسلندا
- بئر كولا العميق